# Tigri (costellazione)
Il Tigri (Tigris in latino) era una costellazione introdotta dall'olandese Petrus Plancius che raffigurava il fiume omonimo che, assieme all'Eufrate, scorre in Mesopotamia, l'odierno Iraq. Venne rappresentato sullo stesso globo celeste del 1612 su cui fece la prima comparsa il Giordano, altro fiume reale commemorato in cielo da Plancius. Il Tigri celeste nasceva in Pegaso e scorreva tra il Cigno e l'Aquila, proprio dove ora si trova la Volpetta, e sfociava sulla spalla destra dell'Ofiuco. Come avvenne per il Giordano, il Tigri non fu rappresentato nella celebre Uranographia di Johann Elert Bode e fu ben presto dimenticato.